# Coll de Serra Mala
El Coll de Serra Mala és una muntanya de 600 metres que es troba al municipi de Tivenys, a la comarca catalana del Baix Ebre.